# 利明卡
利明卡（芬蘭語：Liminka）是芬兰北博滕区的一个市镇，距离区首府奥卢约25公里，面积651.71平方公里，人口8751人（2009年），人口密度约13.74人/平方公里。